# القبيبة (القدس)
القبيبة قرية فلسطينية تقع إلى الشمال الغربي من محافظة القدس. وقعت تحت الاحتلال الإسرائيلي بعد حرب 1967. تقع على ارتفاع 751 م فوق مستوى سطح البحر، وبلغ عدد سكانها حسب إحصاءات عام 2017 3876 نسمة.

## التسمية
سميت القبيبة بهذا الاسم نسبة إلى الأبنية المبنية على شكل قبب.

## الجغرافيا
قع قرية القبيبة على ارتفاع 751 مترًا فوق سطح البحر، ويبلغ المعدل السنوي للأمطار فيها حوالي 601.5 ملم، أما معدل درجات الحرارة يصل إلى 16 درجة مئوية، ويبلغ معدل الرطوبة نحو 60.4%. تشتهر القبيبة بمناخها البارد خلال فصل الصيف ومناظرها الطبيعية.

## التاريخ
في العصر الصليبي أقيمت بلدة فرنجية جديدة على طول الطريق الروماني الذي لا يزال قائماً وتلقّى اسم بارفا ماهوميريا. في عام 1159 ذُكر في وثيقة تحدد حدودها مع بيت عنان.
بعد طرد الصليبيين من الأراضي المقدسة، كان الوجود المسيحي المؤسس التالي في فلسطين هو الحراس الفرنسيسكانيون على الأماكن المقدسة، خلال القرن الثالث عشر، اعتمد الحجاج تدريجيًا قوبيه كموقع عمواس، المدينة المذكورة في لوقا 24: 13-35، لتحل محل أبو غوش في نهاية المطاف في هذه الوظيفة. منذ عام 1335 تبنى الفرنسيسكان ذلك أيضًا وبدأوا رحلة حج سنوية إلى هذا الموقع.
القبيبة قرية تاريخية معروفة باسم عمواس حيث أن هنالك اعتقاد بأن السيد المسيح قد اجتمع مع تلاميذه في هذه القرية، ولهذا يأتي المسيحيون من أماكن مختلفة كل عام لإحياء المناسبات الدينية. تتوسط القرية بركة رومانية تاريخية ويحيط بها عدد من الخرب الرومانية القديمة.

### الدولة العثمانية
في عام 1838، تمت الإشارة إلى قرية القبيبة على أنها قرية مسلمة، وهي جزء من منطقة بني مالك، الواقعة غرب القدس، في عام 1863، وصفها المستكشف الفرنسي فيكتور جويرين بأنها قرية تتألف من 100 شخص عاشوا في منازل قديمة، يتألف كل منها من غرفة مقببة واحدة، وجدت قائمة قروية عثمانية من حوالي عام 1870 أن القبيبة كان عدد سكانها 79 يعيشون في 12 منزلاً، مع أن عدد السكان شمل الرجال فقط.
في عام 1883، وصفها صندوق استكشاف فلسطين بأنها "قرية ذات حجم معتدل، تقف على سلسلة من التلال المسطحة مع قليل من شجر الزيتون.إلى الغرب دير للرهبان اللاتينيين، تأسس في عام 1862. ولوحظت كنيسة صليبية مدمرة، وفي عام 1896 قُدر عدد سكان القبيبة بنحو 144 شخصًا.

### الانتداب البريطاني
في تعداد فلسطين عام 1922 الذي أجرته سلطات الانتداب البريطاني، كان عدد سكان القبيبة 236 نسمة، يتألفون من 26 مسيحيًا و 210 مسلمًا، حيث كان جميع المسيحيين من الروم الكاثوليك. وقد زاد هذا في تعداد عام 1931 إلى 316 نسمة، 55 مسيحيًا، و 261 مسلمًا، يعيشون في 83 منزلاً سكنيًا.
في تعداد فلسطين عام 1945، كان عدد سكان القبيبة 420 نسمة، 340 مسلمًا و 80 مسيحيًا، يتربعون على 3184 دونمًا من الأراضي، وفقًا لمسح رسمي للأراضي والسكان. من بينها 534 دونم كانت مزارع وأراضي مروية، و 1032 دونم كانت تستخدم في الزراعة، في حين كانت 22 دونم أرضا مبنية.

### الإدارة الأردنية
في أعقاب حرب عام 1948، وبعد اتفاقيات الهدنة لعام 1949، أصبحت القبيبة تحت الحكم الأردني. وقد ضمها الأردن عام 1950، وفي عام 1961، كان عدد سكان القبيبة 701، منهم 558 مسلم و 116 مسيحيًا.

### الاحتلال الإسرائيلي
وقعت تحت الاحتلال الإسرائيلي بعد حرب 1967، بلغ عدد السكان في تعداد عام 1967 الذي أجرته السلطات الإسرائيلية 688 نسمة. وقد وصادر الإحتلال أكثر من 500 دونم من أراضيها من أجل بناء جدار الفصل العنصري.

### السلطة الفلسطينية
بعد تأسيس السلطة الفلسطينية عام 1994، تم اتباعها للقدس وعُرف 53.3% من أراضي القرية بالمنطقة ب، بينما المساحة المُتبقية 46.2% عُرفت بأنها المنطقة ج.

## السكان
دخلت فلسطين وفود كبيرة عبر العصور من تجار وغيرهم؛ وذلك لموقعها الهام كنقطة وصل بين القارات، ومركز للحضارات والأديان.
| السنة      | (1863) | (1922) | (1931) | (1945) | (1961) | (1967) | (1997) | (2007) | (2017) |
| ---------- | ------ | ------ | ------ | ------ | ------ | ------ | ------ | ------ | ------ |
| عدد السكان | 100    | 236    | 316    | 420    | 701    | 688    | 1,081  | 3,145  | 3,876  |

## البنية التحتية

### الصحة
في القرية عيادة رعاية صحية أولية حكومية من المستوى الثاني، كما يوجد العديد من العيادات الطبية الخاصة وعيادات طب الأسنان.